# لیوبوف تیورینا
لیوبوف تیورینا (انگلیسی: Lyubov Tyurina; ۲۵ آوریل ۱۹۴۳ – ۲۳ اکتبر ۲۰۱۵) بازیکن والیبال اهل اتحاد جماهیر شوروی سوسیالیستی بود.
از باشگاه‌هایی که در آن بازی کرده‌است می‌توان به باشگاه والیبال زنان دینامو مسکو اشاره کرد.